# 日本発狂
『日本発狂』（にほんはっきょう）は、手塚治虫による日本のSF漫画作品。『高一コース』（学習研究社）で1974年4月号から1975年3月号に掲載された。

## あらすじ
昼はパン屋で働き夜学校に通っている北村市郎は、ある夜、奇妙な大勢の人影の行進を目撃する。その人影たちには実体が無い幽霊であった。逃げ出した市郎は雑誌記者の本田と知り合い、目撃体験を語った。次の日、本田は市郎に会いに行く途中で交通事故に遭い死亡してしまう。
やがて死後の世界から本田が市郎を通して死後の世界の情報を伝えてくる。人は死んだら霊魂のみの存在として死後の世界に行き、死後の世界で死ぬと、記憶を失い赤ん坊となって現実の世界に産まれてくる。死後の世界では、世界が三つに別れ、三つ巴の戦争を繰り広げていた。昨今のベビーブームは死後の世界の戦争で大勢の霊魂が死んでいるためである。また、死後の世界では戦力不足を補うため、現実世界で飛行機事故などを起こし、死んだ霊魂を訓練し死後の世界の戦場に送り込んでいた。市郎が見た人影の行進も、戦場に向かう霊魂たちだったのだ。
そんな本田の話を市郎や本田が所属していた雑誌編集部の下田編集長らと協力して世間に広めようとするが、それが不都合な死後の世界では、本田は幽閉され、市郎も死後の世界からやってきた死神たちに霊魂を抜かれて、死後の世界に連れて行かれてしまう。
死後の世界で、市郎は戦争に反対するレジスタンスと知り合い、ついには閉じ込められていた本田ら7850万2300人の幽霊たちを引き連れて現実の世界へ逃げ出してくる。
しかし、現実の世界でも幽霊たちの移民は受け入れがたく、幽霊たちは人の住んでいない南米に去って行くのだった。

## 主な登場人物
北村市郎
本作の主人公。通称、イッチ。昼はパン屋で働き夜学校に通っている。終電間近の駅ホームで見かけた少女（後にくるみと判明）にほのかな想いを抱いている。
幼い頃に死にかけたことがあるため、半ば死後の世界に通じており、幽霊が見えやすかったり、霊媒としての能力もある。
物語の中盤で、死後の世界からやって来た「死神」たちに霊魂を抜き取られてしまい、残された肉体は司法解剖されてしまう。
最後は、幽霊のまま暮らすというくるみの提案を断り、現実の世界で生まれ変わることを希望する。
本田
雑誌記者。市郎の目撃譚を信じるものの「それだけじゃ一過性の記事にしかならない」と更に掘り下げようとした。
幽霊となってからは市郎を通じて、死後の世界のことを現実世界に教え、そのために危険人物として死後の世界で幽閉されることになる。
幽霊たちの代表者となって日本政府と交渉し、南米へと去って行った。
松本くるみ
死んだ兄を追って駅のホームで自殺しており、最初から幽霊として登場している。
死後の世界でも戦争に行く兄を見送るため、現実世界に来ており、そのため市郎と知り合う。
市郎といっしょに幽霊として現実世界で暮らすことを望むが、市郎の希望を受け入れ、赤ん坊に生まれ変わる。
下田
本田の所属する編集部の編集長。本田の死後、市郎から連絡を受け、死後の世界のことを知るようになる。
手塚のスター・システムによるキャラクターの1人で、下田警部（げたけいぶ）として多くの作品に登場している。
本作では「下田波奈緒（げたはなお）」というフルネームになっている。
エチゼンガニ
市郎の通う夜学校の教師。エチゼンガニは、髪型がハサミを振り上げたカニのような形になっているためのあだ名である。
栗原小巻の大ファンであり、写真などをスクラップして集めている。
また、外見がそっくりな人物が死後の世界の重職についており、市郎からは同じくエチゼンガニと呼ばれる。
なお、本キャラクターは後にスター・システムのキャラクターとして他の作品にも登場している。

## 単行本
- 『日本発狂』（大都社）全1巻 ISBN 978-4-88-653356-2
- 手塚治虫漫画全集247『日本発狂』（講談社）全1巻 ISBN 978-4-06-173247-6
- 手塚治虫文庫全集021『ユフラテの樹』（講談社）全1巻
- The best story by Osamu Tezuka 『日本発狂』（秋田文庫）全1巻 ISBN 978-4-25-317186-1